# Merzien

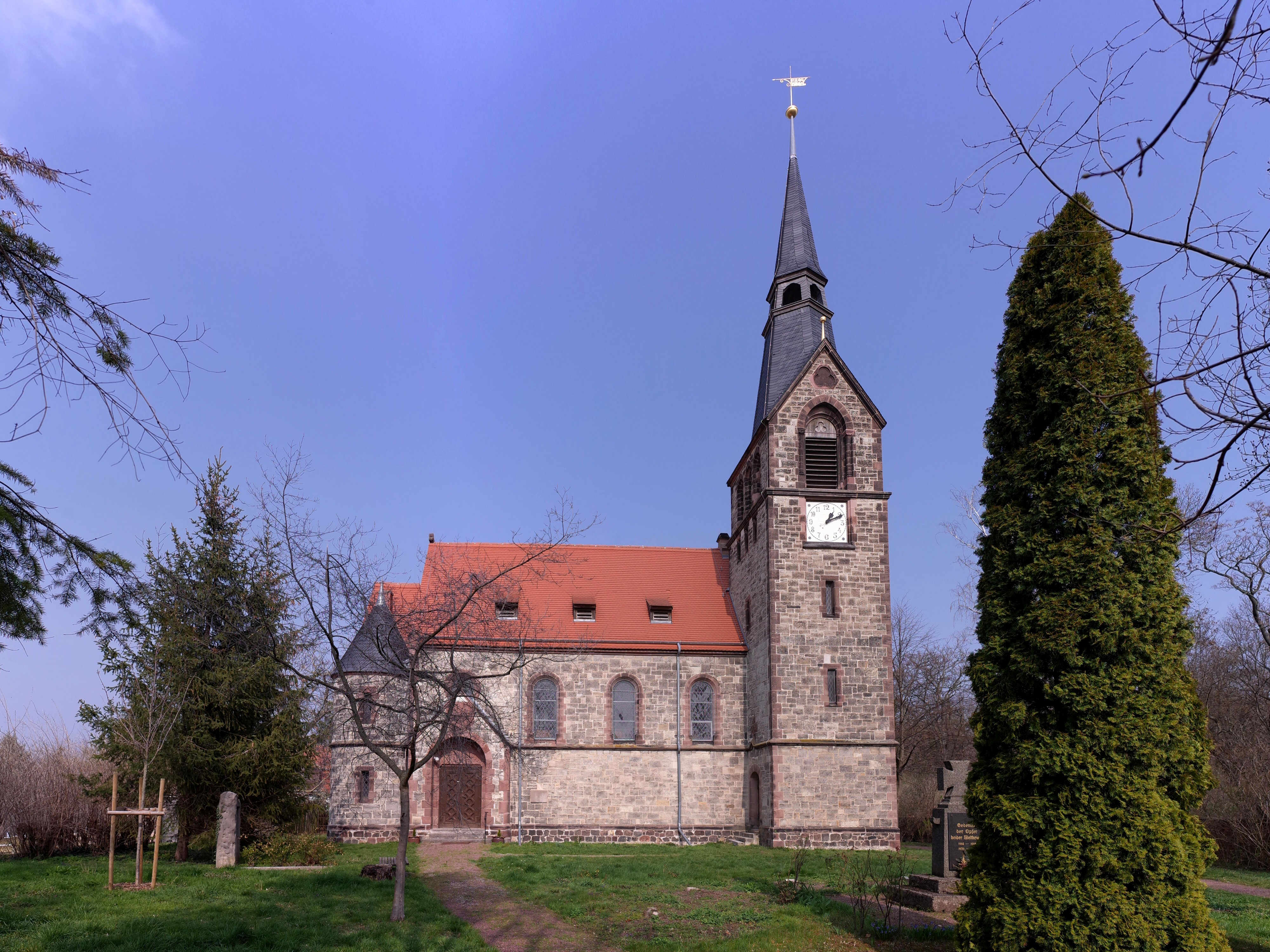
Dorfkirche in Merzien

Merzien ist ein Ortsteil der gleichnamigen Ortschaft der Stadt Köthen im Landkreis Anhalt-Bitterfeld in Sachsen-Anhalt.

## Geografie
Merzien liegt etwa 4 km östlich von Köthen in einer von kleinen Wäldchen umgebenen Niederung und grenzt an die Nachbargemeinden Großbadegast, Reupzig und Quellendorf. Zehringen befindet sich nördlich und Hohsdorf östlich von Merzien. Die drei Ortsteile umfassen eine Fläche von 10,08 km² mit 726 Einwohnern (Stand 2019). Der Ortsteil Merzien hatte Ende 2019 414 Einwohner.
Die Ortschaft Merzien bildet sich durch die Ortsteile Hohsdorf, Merzien und Zehringen.
Zwischen Merzien und Zehringen fließt der Bach Ziethe. Im nördlichen Dorfteil von Merzien, seit alters her Wasserstadt genannt, befindet sich ein Teichbiotop.

## Geschichte
Bisweilen wurde Merzien früher auch Merzin, Mercin, Märzin, Martzin oder "Matzin" geschrieben.
Früher befand sich das Gut der Herren von Schlegel im Dorf, das aus ursprünglich vier Gütern zusammengelegt wurde. Fürst Karl Georg Lebrecht von Anhalt-Köthen erwarb das Gut, ebenso wie dasjenige in Zehringen im Jahr 1783 und wandelte es in eine herzogliche Domäne mit Schäferei um. Dort richtete sich im Jahr 1831 die damals berühmte Elektoralschäferei aus Karith bei Magdeburg ein. Im selben Jahr zog auch die Grüneberg'sche Erziehungsanstalt für Söhne gebildeter Eltern von Schortewitz in das ehemalige Merziener Kaffeehaus um. Dieses stammte aus der Zeit um 1800, als Merzien aufgrund seiner angenehmen Lage in der ansonsten waldlosen und landwirtschaftlich geprägten Landschaft ein beliebter Ausflugsort der Köthener war.
Am 20. Juli 1950 wurden die bis dahin eigenständigen Gemeinden Hohsdorf und Zehringen nach Merzien eingemeindet.
Am 8. August 1994 wurde Merzien mit den zugehörigen Ortsteilen Hohsdorf und Zehringen nach Köthen eingemeindet.

## Politik
Trotz der Eingemeindung verfügen die drei Ortsteile noch über einen eigenen Ortsbürgermeister.

## Gedenkstätte
Auf dem Ortsfriedhof befindet sich die Grabstätte für einen unbekannten Polen, der während des Zweiten Weltkrieges nach Deutschland verschleppt und Opfer von Zwangsarbeit wurde.

## Bauwerke
Die Dorfkirche auf dem ehemaligen Friedhof wurde 1899 in schlichten neoromanischen Formen mit einem Rechteckchor und einem seitlich angefügtem Glockenturm neu erbaut. Der Spitzhelm des Kirchturms war wegen Baufälligkeit in den 1980er Jahren beseitigt, bei der umfassenden Sanierung 1999 jedoch wieder hinzugefügt worden. Erwähnenswert sind die beiden Bronzeglocken des 13. Jahrhunderts, die sich vom Vorgängerbau erhalten haben. Im Park neben der Kirche befindet sich eine alte, unter Denkmalschutz stehende slawische Wallanlage.
Am Ortsrand von Merzien haben sich zwei Bockwindmühlen aus dem 19. Jahrhundert erhalten, deren Böcke allerdings umgebaut wurden und deren Flügel fehlen.
Während das Herrenhaus des ehemaligen herzoglichen Gutes in Merzien während der DDR abgebrochen wurde, hat sich dasjenige in Zehringen bewahrt und beherbergt heute das Pflegeheim „Julienhof“. Vom Merziener Gut sind noch die Wirtschaftsgebäude erhalten.

## Persönlichkeiten
- Lebrecht Ludwig Baentsch (* 9. Juni 1767 oder 1769 in Merzien; † 1. Dezember 1836 in Frankfurt) war ein Philologe, Autor eines Lehrbuchs über Geschichte und Geographie des Fürstentums Anhalt, und später Gymnasialdirektor in Frankfurt a. d. Oder.

- Hermann Behmer (* 13. November 1831 in Merzien; † 24. Juli 1915 in Weimar) war Kunstmaler in Weimar und Sohn des Merziener Domänenpächters, Schafzüchters und Oberamtmanns Behmer und seiner Frau Elise, geb. Engelhard, der jüngsten Tochter der Dichterin Philippine Engelhard und Enkelin des Begründers der Historischen Hilfswissenschaften, des Göttinger Professors Johann Christoph Gatterer. Hermann Behmers Sohn Marcus Behmer (* 1. Oktober 1879 in Weimar; † 12. September 1958 in Berlin) wurde als Grafiker und Schriftkünstler bekannt.

- Rosine Wienicke 1868 Gründung der Dorfgaststätte, mittlerweile befindet sich diese in der 5. Generation als Familienbetrieb.
- Rudolf Behmer (* 13. November 1831 in Merzien; † 12. Februar 1902 in Berlin) war der Zwillingsbruder des Vorgenannten und seit 1877 Schäfereidirektor in Berlin, nachdem er zuvor mehrere Schäfereien in Deutschland und Russland geleitet hatte. Sein großes Verdienst war die Züchtung des Merinofleischschafs seit 1860. Seine Schwester Luise[4] war mit dem bekannten Pferdezüchter Heinrich von Nathusius (1824–1890) verheiratet.